# Tribunal de district en France
Pour les autres articles nationaux ou selon les autres juridictions, voir Tribunal de première instance.
En France, le tribunal de district est une ancienne juridiction instaurée au moment de la Révolution française à raison d'un par district, qui était au nombre de 555, à la suite de la création de ces structures décidée par le décret du 26 février 1795 et le nombre de départements étant alors de 83. Quand il jugeait en première instance, il était appelé tribunal de première instance.

## Histoire

### Création
Les tribunaux de districts sont instaurés par le titre IV de la loi des 16 et 24 août 1790.
Le nombre des districts, leurs chefs-lieux et les sièges des tribunaux de district furent fixés par un décret de l'Assemblée nationale constituante du 23 août 1790 qui, approuvé par le roi de France Louis XVI le 28 août suivant, devint la loi des 23/28 août 1790.
L'incorporation d'Avignon et du comtat Venaissin, de la Savoie, du comté de Nice, de la principauté de Monaco et de la principauté de Salm fut suivie de la création de nouveaux districts et ainsi de nouveaux tribunaux de district.

### Suppression
Ils sont remplacés, conformément à la Constitution de l'an III, en tribunaux départementaux, à raison d'un par département français.
La loi du 27 ventôse an VIII (18 mars 1800) les remplace à leur tour par des tribunaux d'arrondissement (un par arrondissement français) et met fin au système d’« appel circulaire » en créant les tribunaux d'appel qui deviendront ensuite les Cours d'appel.
Finalement, la loi du 20 avril 1810 crée les tribunaux civils d'arrondissement, ancêtres des tribunaux de grande instance qui seront, eux, créés par les ordonnances relatives à la justice le 22 décembre 1958.

## Compétence
Les tribunaux de districts étaient les juridictions de droit commun de l'ordre judiciaire en matière civile et, le cas échéant, commerciale.
Les tribunaux de district ont trois compétences : 
- Ils jugent les litiges civils les plus importants, notamment en matière immobilière ;
- Ils examinent en appel les jugements des juges de paix ;
- Ils sont juridictions d'appel les uns à l'égard des autres selon un système dit d’« appel circulaire », c'est-à-dire que si un jugement rendu par un tribunal de district était frappé d'appel, la connaissance de l'appel était attribuée à un autre tribunal de district.

## Liste
| Tribunaux de district |
| --- |
| Ain · Aisne · Allier · Alpes (Basses-) · Alpes (Hautes-) · Ardèche · Ardennes · Ariège · Aube · Aude · Aveyron · Bouches-du-Rhône · Calvados · Cantal · Charente · Charente-Inférieure · Cher · Corrèze · Corse · Côte-d'Or · Côtes-du-Nord · Creuse · Dordogne · Doubs · Drôme · Eure · Eure-et-Loir · Finistère · Gard · Garonne (Haute-) · Gers · Gironde · Hérault · Ille-et-Vilaine · Indre · Indre-et-Loire · Isère · Jura · Landes · Loir-et-Cher · Loire (Haute-) · Loire-Inférieure · Loiret · Lot · Lot-et-Garonne · Lozère · Maine-et-Loire · Manche · Marne · Marne (Haute-) · Mayenne · Meurthe · Meuse · Morbihan · Moselle · Nièvre · Nord · Oise · Orne · Pas-de-Calais · Paris · Puy-de-Dôme · Pyrénées (Basses-) · Pyrénées (Hautes-) · Pyrénées-Orientales · Rhin (Bas-) · Rhin (Haut-) · Rhône-et-Loire · Saône (Haute-) · Saône-et-Loire · Sarthe · Seine-et-Oise · Seine-Inférieure · Seine-et-Marne · Sèvres (Deux-) · Somme · Tarn · Var · Vendée · Vienne · Vienne (Haute-) · Vosges · Yonne |

### Ain
| Nom du district           | Chef-lieu du district | Siège du tribunal de district |
| ------------------------- | --------------------- | ----------------------------- |
| District de Bourg         | Bourg                 | Bourg                         |
| District de Trévoux       | Trévoux               | Trévoux                       |
| District de Pont-de-Vaux  | Pont-de-Vaux          | Montluel                      |
| District de Saint-Trivier | Saint-Trivier         | Saint-Trivier                 |
| District de Châtillon     | Châtillon             | Pont-de-Veyle                 |
| District de Belley        | Belley                | Belley                        |
| District de Nantua        | Nantua                | Nantua                        |
| District de Gex           | Gex                   | Gex                           |

Autre district : district de Saint-Rambert.

### Aisne
| Nom du district             | Chef-lieu du district | Siège du tribunal de district |
| --------------------------- | --------------------- | ----------------------------- |
| District de Soissons        | Soissons              | Soissons                      |
| District de Laon            | Laon                  | Laon                          |
| District de Saint-Quentin   | Saint-Quentin         | Saint-Quentin                 |
| District de Château-Thierry | Château-Thierry       | Château-Thierry               |
| District de Vervins         | Vervins               | Guise                         |
| District de Chauny          | Chauny                | Coucy                         |

### Allier
| Nom du district         | Chef-lieu du district | Siège du tribunal de district |
| ----------------------- | --------------------- | ----------------------------- |
| District de Moulins     | Moulins               | Moulins                       |
| District du Donjon      | Le Donjon             | Le Donjon                     |
| District de Cusset      | Cusset                | Cusset                        |
| District de Gannat      | Gannat                | Gannat                        |
| District de Montmarault | Montmarault           | Montmarault                   |
| District de Montluçon   | Montluçon             | Montluçon                     |
| District de Cérilly     | Cérilly               | Bourbon-l'Archambault         |

### Basses-Alpes
| Nom du district           | Chef-lieu du district | Siège du tribunal de district |
| ------------------------- | --------------------- | ----------------------------- |
| District de Digne         | Digne                 | Digne                         |
| District de Forcalquier   | Forcalquier           | Manosque                      |
| District de Sisteron      | Sisteron              | Sisteron                      |
| District de Castellane    | Castellane            | Castellane                    |
| District de Barcelonnette | Barcelonnette         | Barcelonnette                 |

### Hautes-Alpes
| Nom du district      | Chef-lieu du district | Siège du tribunal de district |
| -------------------- | --------------------- | ----------------------------- |
| District de Gap      | Gap                   | Gap                           |
| District d'Embrun    | Embrun                | Embrun                        |
| District de Briançon | Briançon              | Briançon                      |
| District de Serre    | Serres                | Serres                        |

### Alpes-Maritimes
| Nom du district            | Chef-lieu du district | Siège du tribunal de district |
| -------------------------- | --------------------- | ----------------------------- |
| District de Menton         | Menton                | ?                             |
| District de Nice           | Nice                  | ?                             |
| District de Puget-Théniers | Puget-Théniers        | ?                             |

### Ardèche
| Nom du district          | Chef-lieu du district | Siège du tribunal de district |
| ------------------------ | --------------------- | ----------------------------- |
| District d'Annonay       | Annonay               | —                             |
| District d'Aubenas       | Aubenas               | —                             |
| District de l'Argentière | L'Argentière          | —                             |
| District de Privas       | Privas                | —                             |
| District de Tournon      | Tournon               | —                             |
| District de Vernoux      | Vernoux               | —                             |
| District de Villeneuve   | Villeneuve            | —                             |

| Nom du district       | Chef-lieu du district | Siège du tribunal de district |
| --------------------- | --------------------- | ----------------------------- |
| District du Mézenc    | Tournon               | Annonay                       |
| District du Coiron    | Aubenas               | Villeneuve                    |
| District de Tanargues | Joyeuse               | L'Argentière                  |

### Ardennes
| Nom du district         | Chef-lieu du district | Siège du tribunal de district |
| ----------------------- | --------------------- | ----------------------------- |
| District de Charleville | Charleville           | Charleville                   |
| District de Sedan       | Sedan                 | Sedan                         |
| District de Rethel      | Rethel                | Rethel                        |
| District de Rocroi      | Rocroi                | Rocroi                        |
| District de Vouziers    | Vouziers              | Attigny                       |
| District de Grandpré    | Grandpré              | Buzancy                       |

### Ariège
| Nom du district          | Chef-lieu du district | Siège du tribunal de district |
| ------------------------ | --------------------- | ----------------------------- |
| District de Tarascon     | Tarascon              | Foix                          |
| District de Saint-Girons | Saint-Girons          | Saint-Lizier                  |
| District de Mirepoix     | Mirepoix              | Pamiers                       |

### Aube
| Nom du district           | Chef-lieu du district | Siège du tribunal de district |
| ------------------------- | --------------------- | ----------------------------- |
| District de Troyes        | Troyes                | Troyes                        |
| District de Nogent        | Nogent                | Nogent                        |
| District d'Arcis          | Arcis                 | Arcis                         |
| District de Bar-sur-Aube  | Bar-sur-Aube          | Bar-sur-Aube                  |
| District de Bar-sur-Seine | Bar-sur-Seine         | Bar-sur-Seine                 |
| District d'Ervy           | Ervy                  | Ervy                          |

### Aude
| Nom du district           | Chef-lieu du district | Siège du tribunal de district |
| ------------------------- | --------------------- | ----------------------------- |
| District de Carcassonne   | Carcassonne           | Carcassonne                   |
| District de Castelnaudary | Castelnaudary         | Castelnaudary                 |
| District de la Grasse     | La Grasse             | La Grasse                     |
| District de Limoux        | Limoux                | Limoux                        |
| District de Narbonne      | Narbonne              | Narbonne                      |
| District de Quillan       | Quillan               | Quillan                       |

### Aveyron
| Nom du district            | Chef-lieu du district | Siège du tribunal de district |
| -------------------------- | --------------------- | ----------------------------- |
| District de Sauveterre     | Sauveterre            | Sauveterre                    |
| District de Saint-Geniez   | Saint-Geniez          | Espalion                      |
| District de Saint-Affrique | Saint-Affrique        | Saint-Affrique                |
| District de Milhau         | Milhau                | Milhau                        |
| District de Séverac        | Sévérac               | Sévérac                       |
| District de Mur-de-Barrez  | Mur-de-Barrez         | Mur-de-Barrez                 |
| District d'Aubin           | Aubin                 | Aubin                         |
| District de Villefranche   | Villefranche          | Villefranche                  |
| District de Rodez          | Rodez                 | Rodez                         |

### Bouches-du-Rhône
| Nom du district       | Chef-lieu du district | Siège du tribunal de district |
| --------------------- | --------------------- | ----------------------------- |
| District d'Aix        | Aix                   | Aix                           |
| District d'Arles      | Arles                 | Arles                         |
| District de Marseille | Marseille             | Marseille                     |
| District de Tarascon  | Tarascon              | Saint-Remi                    |
| District d'Apt        | Apt                   | Apt                           |
| District de Salon     | Salon                 | Salon                         |

### Calvados
| Nom du district           | Chef-lieu du district | Siège du tribunal de district |
| ------------------------- | --------------------- | ----------------------------- |
| District de Caen          | Caen                  | Caen                          |
| District de Bayeux        | Bayeux                | Bayeux                        |
| District de Falaise       | Falaise               | Falaise                       |
| District de Lisieux       | Lisieux               | Lisieux                       |
| District de Pont-l'Évêque | Pont-l'Évêque         | Pont-l'Évêque                 |
| District de Vire          | Vire                  | Vire                          |

### Cantal
| Nom du district         | Chef-lieu du district | Siège du tribunal de district |
| ----------------------- | --------------------- | ----------------------------- |
| District de Saint-Flour | Saint-Flour           | Saint-Flour                   |
| District d'Aurillac     | Aurillac              | Aurillac                      |
| District de Mauriac     | Mauriac               | Salers                        |
| District de Murat       | Murat                 | Murat                         |

### Charente
| Nom du district              | Chef-lieu du district | Siège du tribunal de district |
| ---------------------------- | --------------------- | ----------------------------- |
| District d'Angoulême         | Angoulême             | Angoulême                     |
| District de La Rochefoucault | La Rochefoucault      | La Rochefoucault              |
| District de Confolens        | Confolens             | Confolens                     |
| District de Ruffec           | Ruffec                | Ruffec                        |
| District de Cognac           | Cognac                | Cognac                        |
| District de Barbezieux       | Barbezieux            | Barbezieux                    |

### Charente-Inférieure
| Nom du district                 | Chef-lieu du district | Siège du tribunal de district |
| ------------------------------- | --------------------- | ----------------------------- |
| District de Saintes             | Saintes               | Saintes                       |
| District de La Rochelle         | La Rochelle           | La Rochelle                   |
| District de Saint-Jean-d'Angély | Saint-Jean-d'Angély   | Saint-Jean-d'Angély           |
| District de Rochefort           | Rochefort             | Rochefort                     |
| District de Marennes            | Marennes              | Marennes                      |
| District de Pons                | Pons                  | Pons                          |
| District de Montlieu            | Montlieu              | Montguyon                     |

### Cher
| Nom du district              | Chef-lieu du district | Siège du tribunal de district |
| ---------------------------- | --------------------- | ----------------------------- |
| District de Bourges          | Bourges               | Bourges                       |
| District de Vierzon          | Vierzon               | Vierzon                       |
| District de Sancerre         | Sancerre              | Sancerre                      |
| District de Saint-Amand      | Saint-Amand           | Saint-Amand                   |
| District de Château-Meillant | Château-Meillant      | Lignières                     |
| District de Sancoins         | Sancoins              | Dun-le-Roi                    |
| District d'Aubigny           | Aubigny               | Henrichemont                  |

### Corrèze
| Nom du district    | Chef-lieu du district | Siège du tribunal de district |
| ------------------ | --------------------- | ----------------------------- |
| District de Tulle  | Tulle                 | Tulle                         |
| District de Brive  | Brive                 | Brive                         |
| District d'Uzerche | Uzerche               | Uzerche                       |
| District d'Ussel   | Ussel                 | Ussel                         |

### Corse
| Nom du district                  | Chef-lieu du district | Siège du tribunal de district |
| -------------------------------- | --------------------- | ----------------------------- |
| District de Bastia               | Bastia                | Bastia                        |
| District d'Oletta                | Oletta                | Oletta                        |
| District de L'Île-Rousse         | L'Île-Rousse          | L'Île-Rousse                  |
| District de La Porta d'Ampugnani | La Porta d'Ampugnani  | La Porta d'Ampugnani          |
| District de Corte                | Corte                 | Corte                         |
| District de Cervione             | Cervione              | Cervione                      |
| District d'Ajaccio               | Ajaccio               | Ajaccio                       |
| District de Vico                 | Vico                  | Vico                          |
| District de Tallano              | Tallano               | Tallano                       |

### Côte-d'Or
| Nom du district                 | Chef-lieu du district | Siège du tribunal de district |
| ------------------------------- | --------------------- | ----------------------------- |
| District de Dijon               | Dijon                 | Dijon                         |
| District de Saint-Jean-de-Lône  | Saint-Jean-de-Lône    | Saint-Jean-de-Lône            |
| District de Châtillon-sur-Seine | Châtillon-sur-Seine   | Châtillon-sur-Seine           |
| District de Semur-en-Auxois     | Semur-en-Auxois       | Semur-en-Auxois               |
| District d'Is-sur-Tille         | Is-sur-Tille          | Is-sur-Tille                  |
| District d'Arnay-le-Duc         | Arnay-le-Duc          | Arnay-le-Duc                  |
| District de Beaune              | Beaune                | Beaune                        |

### Côtes-du-Nord
| Nom du district          | Chef-lieu du district | Siège du tribunal de district |
| ------------------------ | --------------------- | ----------------------------- |
| District de Saint-Brieuc | Saint-Brieuc          | Saint-Brieuc                  |
| District de Dinan        | Dinan                 | Dinan                         |
| District de Lamballe     | Lamballe              | Lamballe                      |
| District de Guingamp     | Guingamp              | Guingamp                      |
| District de Lannion      | Lannion               | Lannion                       |
| District de Loudéac      | Loudéac               | Loudéac                       |
| District de Broons       | Broons                | Broons                        |
| District de Pontrieux    | Pontrieux             | Pontrieux                     |
| District de Rostrenen    | Rostrenen             | Rostrenen                     |

### Creuse
| Nom du district            | Chef-lieu du district | Siège du tribunal de district |
| -------------------------- | --------------------- | ----------------------------- |
| District de Guéret         | Guéret                | Guéret                        |
| District d'Aubusson        | Aubusson              | Aubusson                      |
| District de Felletin       | Felletin              | Felletin                      |
| District de Boussac        | Boussac               | Boussac                       |
| District de la Souterraine | La Souterraine        | La Souterraine                |
| District de Bourganeuf     | Bourganeuf            | Bourganeuf                    |
| District d'Evaux           | Evaux                 | Chambon                       |

### Dordogne
| Nom du district       | Chef-lieu du district | Siège du tribunal de district |
| --------------------- | --------------------- | ----------------------------- |
| District de Perigueux | Perigueux             | Perigueux                     |
| District de Sarlat    | Sarlat                | Sarlat                        |
| District de Bergerac  | Bergerac              | Bergerac                      |
| District de Nontron   | Nontron               | Nontron                       |
| District d'Excideuil  | Excideuil             | Excideuil                     |
| District de Montignac | Montignac             | Montignac                     |
| District de Ribérac   | Ribérac               | Ribérac                       |
| District de Belvès    | Belvès                | Montpazier                    |
| District de Mussidan  | Mussidan              | Montpont                      |

### Doubs
| Nom du district             | Chef-lieu du district | Siège du tribunal de district |
| --------------------------- | --------------------- | ----------------------------- |
| District de Besançon        | Besançon              | Besançon                      |
| District de Quingey         | Quingey               | Quingey                       |
| District d'Ornans           | Ornans                | Ornans                        |
| District de Pontarlier      | Pontarlier            | Pontarlier                    |
| District de Saint-Hippolyte | Saint-Hippolyte       | Saint-Hippolyte               |
| District de Beaune          | Beaune                | Beaune                        |

### Drôme
| Nom du district        | Chef-lieu du district | Siège du tribunal de district |
| ---------------------- | --------------------- | ----------------------------- |
| District de Romans     | Romans                | Romans                        |
| District de Valence    | Valence               | Valence                       |
| District de Crest      | Le Crest              | Le Crest                      |
| District de Die        | Die                   | Die                           |
| District de Montélimar | Montélimar            | Montélimar                    |
| District de Nyons      | Nyons                 | Le Buis                       |

### Eure
| Nom du district          | Chef-lieu du district | Siège du tribunal de district |
| ------------------------ | --------------------- | ----------------------------- |
| District d'Évreux        | Évreux                | Évreux                        |
| District de Bernay       | Bernay                | Bernay                        |
| District de Pont-Audemer | Pont-Audemer          | Pont-Audemer                  |
| District de Louviers     | Louviers              | Louviers                      |
| District des Andelys     | Les Andelys           | Gisors                        |
| District de Verneuil     | Verneuil              | Verneuil                      |

### Eure-et-Loir
| Nom du district                      | Chef-lieu du district    | Siège du tribunal de district |
| ------------------------------------ | ------------------------ | ----------------------------- |
| District de Chartres                 | Chartres                 | Chartres                      |
| District de Dreux                    | Dreux                    | Dreux                         |
| District de Châteauneuf-en-Thimerais | Châteauneuf-en-Thimerais | Châteauneuf-en-Thimerais      |
| District de Nogent-le-Rotrou         | Nogent-le-Rotrou         | Nogent-le-Rotrou              |
| District de Châteaudun               | Châteaudun               | Châteaudun                    |
| District de Janville                 | Janville                 | Janville                      |

### Finistère
| Nom du district        | Chef-lieu du district | Siège du tribunal de district |
| ---------------------- | --------------------- | ----------------------------- |
| District de Brest      | Brest                 | Brest                         |
| District de Landerneau | Landerneau            | Landerneau                    |
| District de Lesneven   | Lesneven              | Lesneven                      |
| District de Morlaix    | Morlaix               | Morlaix                       |
| District de Carhaix    | Carhaix               | Carhaix                       |
| District de Châteaulin | Châteaulin            | Châteaulin                    |
| District de Quimper    | Quimper               | Quimper                       |
| District de Quimperlé  | Quimperlé             | Quimperlé                     |
| District de Pont-Croix | Pont-Croix            | Pont-Croix                    |

### Gard
| Nom du district               | Chef-lieu du district | Siège du tribunal de district |
| ----------------------------- | --------------------- | ----------------------------- |
| District de Beaucaire         | Beaucaire             | Beaucaire                     |
| District d'Uzès               | Uzès                  | Uzès                          |
| District de Nîmes             | Nîmes                 | Nîmes                         |
| District de Sommières         | Sommières             | Sommières                     |
| District de Saint-Hippolyte   | Saint-Hippolyte       | Saint-Hippolyte               |
| District d'Alais              | Alais                 | Alais                         |
| District du Vigan             | Le Vigan              | Le Vigan                      |
| District de Pont-Saint-Esprit | Pont-Saint-Esprit     | Pont-Saint-Esprit             |

### Haute-Garonne
| Nom du district                          | Chef-lieu du district     | Siège du tribunal de district |
| ---------------------------------------- | ------------------------- | ----------------------------- |
| District de Toulouse                     | Toulouse                  | Toulouse                      |
| District de Rieux                        | Rieux-Volvestre           | Rieux-Volvestre               |
| District de Villefranche (Haute-Garonne) | Villefranche-de-Lauragais | Villefranche-de-Lauragais     |
| District de Castel-Sarrasin              | Castelsarrasin            | Castelsarrasin                |
| District de Muret                        | Muret                     | Muret                         |
| District de Saint-Gaudens                | Saint-Gaudens             | Saint-Gaudens                 |
| District de Revel                        | Revel                     | Revel                         |
| District de Grenade                      | Grenade                   | Beaumont-de-Lomagne           |

### Gers
| Nom du district               | Chef-lieu du district | Siège du tribunal de district |
| ----------------------------- | --------------------- | ----------------------------- |
| District d'Auch               | Auch                  | Auch                          |
| District de Lectoure          | Lectoure              | Lectoure                      |
| District de Condom            | Condom                | Condom                        |
| District de Nogaro            | Nogaro                | Plaisance                     |
| District de l'Île-en-Jourdain | Île-en-Jourdain       | Lombès                        |
| District de Mirande           | Mirande               | Mirande                       |

### Gironde
| Nom du district      | Chef-lieu du district | Siège du tribunal de district |
| -------------------- | --------------------- | ----------------------------- |
| District de Bordeaux | Bordeaux              | Bordeaux                      |
| District de Libourne | Libourne              | Libourne                      |
| District de la Réole | La Réole              | La Réole                      |
| District de Bazas    | Bazas                 | Bazas                         |
| District de Cadillac | Cadillac              | Cadillac                      |
| District de Bourg    | Bourg                 | Blaye                         |
| District de Lesparre | Lesparre              | Lesparre                      |

### Hérault
| Nom du district         | Chef-lieu du district | Siège du tribunal de district |
| ----------------------- | --------------------- | ----------------------------- |
| District de Montpellier | Montpellier           | Montpellier                   |
| District de Béziers     | Béziers               | Béziers                       |
| District de Lodève      | Lodève                | Lodève                        |
| District de Saint-Pons  | Saint-Pons            | Saint-Pons                    |

### Ille-et-Vilaine
| Nom du district        | Chef-lieu du district | Siège du tribunal de district |
| ---------------------- | --------------------- | ----------------------------- |
| District de Rennes     | Rennes                | Rennes                        |
| District de Saint-Malo | Saint-Malo            | Saint-Malo                    |
| District de Dol        | Dol                   | Dol                           |
| District de Fougères   | Fougères              | Fougères                      |
| District de Vitré      | Vitré                 | Vitré                         |
| District de La Guerche | La Guerche            | La Guerche                    |
| District de Bain       | Bain                  | Bain                          |
| District de Redon      | Redon                 | Redon                         |
| District de Montfort   | Montfort              | Montfort                      |

### Indre
| Nom du district                 | Chef-lieu du district | Siège du tribunal de district |
| ------------------------------- | --------------------- | ----------------------------- |
| District d'Issoudun             | Issoudun              | Issoudun                      |
| District de Châteauroux         | Châteauroux           | Châteauroux                   |
| District de La Châtre           | La Châtre             | La Châtre                     |
| District d'Argentan             | Argentan              | Argentan                      |
| District du Blanc               | Le Blanc              | Le Blanc                      |
| District de Châtillon-sur-Indre | Châtillon-sur-Indre   | Châtillon-sur-Indre           |

### Indre-et-Loire
| Nom du district            | Chef-lieu du district | Siège du tribunal de district |
| -------------------------- | --------------------- | ----------------------------- |
| District de Tours          | Tours                 | Tours                         |
| District d'Amboise         | Amboise               | Amboise                       |
| District de Château-Renaud | Château-Renaud        | Château-Renaud                |
| District de Loches         | Loches                | Loches                        |
| District de Chinon         | Chinon                | Chinon                        |
| District de Preuilly       | Preuilly              | Preuilly                      |
| District de Langeais       | Langeais              | Bourgueil                     |

### Isère
| Nom du district            | Chef-lieu du district | Siège du tribunal de district |
| -------------------------- | --------------------- | ----------------------------- |
| District de Grenoble       | Grenoble              | Grenoble                      |
| District de Vienne         | Vienne                | Vienne                        |
| District de Saint-Marcelin | Saint-Marcelin        | Saint-Marcelin                |
| District de la Tour-du-Pin | La Tour-du-Pin        | Bourgoin                      |

### Jura
| Nom du district              | Chef-lieu du district | Siège du tribunal de district |
| ---------------------------- | --------------------- | ----------------------------- |
| District de Dôle             | Dôle                  | Dôle                          |
| District d'Arbois            | Arbois                | Salins                        |
| District de Lons-le-Saulnier | Lons-le-Saulnier      | Lons-le-Saulnier              |
| District d'Orgelet           | Orgelet               | Orgelet                       |
| District de Poligny          | Poligny               | Poligny                       |
| District de Saint-Claude     | Saint-Claude          | Saint-Claude                  |

### Landes
| Nom du district            | Chef-lieu du district | Siège du tribunal de district |
| -------------------------- | --------------------- | ----------------------------- |
| District de Mont-de-Marsan | Mont-de-Marsan        | Mont-de-Marsan                |
| District de Saint-Sever    | Saint-Sever           | Saint-Sever                   |
| District de Tartas         | Tartas                | Tartas                        |
| District de Dax            | Dax                   | Dax                           |

### Loir-et-Cher
| Nom du district          | Chef-lieu du district | Siège du tribunal de district |
| ------------------------ | --------------------- | ----------------------------- |
| District de Blois        | Blois                 | Blois                         |
| District de Vendôme      | Vendôme               | Vendôme                       |
| District de Romorantin   | Romorantin            | Romorantin                    |
| District de Mondoubleau  | Mondoubleau           | Mondoubleau                   |
| District de Mers         | Mers                  | Mers                          |
| District de Saint-Aignan | Saint-Aignan          | Montrichard                   |

### Haute-Loire
| Nom du district       | Chef-lieu du district | Siège du tribunal de district |
| --------------------- | --------------------- | ----------------------------- |
| District de Le Puy    | Le Puy                | Le Puy                        |
| District de Brioude   | Brioude               | Brioude                       |
| District de Monistrol | Monistrol             | Tesengeaux                    |

### Loire-Inférieure
| Nom du district           | Chef-lieu du district | Siège du tribunal de district |
| ------------------------- | --------------------- | ----------------------------- |
| District de Nantes        | Nantes                | Nantes                        |
| District d'Ancenis        | Ancenis               | Ancenis                       |
| District de Châteaubriant | Châteaubriant         | Châteaubriant                 |
| District de Blain         | Blain                 | Blain                         |
| District de Savenay       | Savenay               | Savenay                       |
| District de Clisson       | Clisson               | Clisson                       |
| District de Guérande      | Guérande              | Guérande                      |
| District de Paimbœuf      | Paimbœuf              | Paimbœuf                      |
| District de Machecoul     | Machecoul             | Machecoul                     |

### Loiret
| Nom du district         | Chef-lieu du district | Siège du tribunal de district |
| ----------------------- | --------------------- | ----------------------------- |
| District d'Orléans      | Orléans               | Orléans                       |
| District de Beaugency   | Beaugency             | Beaugency                     |
| District de Neuville    | Neuville              | Neuville                      |
| District de Pithiviers  | Pithiviers            | Pithiviers                    |
| District de Montargis   | Montargis             | Montargis                     |
| District de Gien        | Gien                  | Gien                          |
| District de Bois-Commun | Bois-Commun           | Bois-Commun                   |

### Lot
| Nom du district        | Chef-lieu du district | Siège du tribunal de district |
| ---------------------- | --------------------- | ----------------------------- |
| District de Cahors     | Cahors                | Cahors                        |
| District de Montauban  | Montauban             | Montauban                     |
| District de Moissac    | Moissac               | Moissac                       |
| District de Gourdon    | Gourdon               | Gourdon                       |
| District de Saint-Céré | Saint-Céré            | Martel                        |
| District de Figeac     | Figeac                | Figeac                        |

### Lot-et-Garonne
| Nom du district           | Chef-lieu du district | Siège du tribunal de district |
| ------------------------- | --------------------- | ----------------------------- |
| District d'Agen           | Agen                  | Agen                          |
| District de Nérac         | Nérac                 | Nérac                         |
| District de Castel-Jaloux | Castel-Jaloux         | Castel-Jaloux                 |
| District de Tonneins      | Tonneins              | Tonneins                      |
| District de Marmande      | Marmande              | Marmande                      |
| District de Villeneuve    | Villeneuve            | Villeneuve                    |
| District de Valence       | Valence               | Valence                       |
| District de Mont-Flanquin | Mont-Flanquin         | Mont-Flanquin                 |
| District de Lauzun        | Lauzun                | Lauzun                        |

### Lozère
| Nom du district         | Chef-lieu du district | Siège du tribunal de district |
| ----------------------- | --------------------- | ----------------------------- |
| District de Mende       | Mende                 | Mende                         |
| District de Marvejols   | Marvejols             | Marvejols                     |
| District de Florac      | Florac                | Florac                        |
| District de Langogne    | Langogne              | Langogne                      |
| District de Villefort   | Villefort             | Villefort                     |
| District de Meyrueis    | Meyrueis              | Meyrueis                      |
| District de Saint-Chély | Saint-Chély           | Saint-Chély                   |

### Maine-et-Loire
| Nom du district           | Chef-lieu du district | Siège du tribunal de district |
| ------------------------- | --------------------- | ----------------------------- |
| District d'Angers         | Angers                | Angers                        |
| District de Saumur        | Saumur                | Saumur                        |
| District de Baugé         | Baugé                 | Baugé                         |
| District de Châteauneuf   | Châteauneuf           | Châteauneuf                   |
| District de Segré         | Segré                 | Segré                         |
| District de Saint-Florent | Saint-Florent         | Beaupréau                     |
| District de Cholet        | Cholet                | Cholet                        |
| District de Vihiers       | Vihiers               | Vihiers                       |

### Manche
| Nom du district       | Chef-lieu du district | Siège du tribunal de district |
| --------------------- | --------------------- | ----------------------------- |
| District d'Avranches  | Avranches             | Avranches                     |
| District de Coutances | Coutances             | Coutances                     |
| District de Cherbourg | Cherbourg             | Cherbourg                     |
| District de Valognes  | Valognes              | Valognes                      |
| District de Carentan  | Carentan              | Périers                       |
| District de Saint-Lô  | Saint-Lô              | Saint-Lô                      |
| District de Mortain   | Mortain               | Mortain                       |

### Marne
| Nom du district               | Chef-lieu du district | Siège du tribunal de district |
| ----------------------------- | --------------------- | ----------------------------- |
| District de Châlons           | Châlons               | Châlons                       |
| District de Reims             | Reims                 | Reims                         |
| District de Sainte-Ménéhould  | Sainte-Ménéhould      | Sainte-Ménéhould              |
| District de Vitry-le-Français | Vitry-le-Français     | Vitry-le-Français             |
| District d'Épernay            | Épernay               | Épernay                       |
| District de Sésanne           | Sésanne               | Sésanne                       |

### Haute-Marne
| Nom du district          | Chef-lieu du district | Siège du tribunal de district |
| ------------------------ | --------------------- | ----------------------------- |
| District de Chaumont     | Chaumont              | Chaumont                      |
| District de Langres      | Langres               | Langres                       |
| District de Bourbonne    | Bourbonne             | Bourbonne                     |
| District de Bourmont     | Bourmont              | Bourmont                      |
| District de Joinville    | Joinville             | Joinville                     |
| District de Saint-Dizier | Saint-Dizier          | Vassy                         |

### Mayenne
| Nom du district             | Chef-lieu du district | Siège du tribunal de district |
| --------------------------- | --------------------- | ----------------------------- |
| District d'Ernée            | Ernée                 | Ernée                         |
| District de Mayenne         | Mayenne               | Mayenne                       |
| District de Lassay          | Lassay                | Villaine                      |
| District d'Evron            | Evron                 | Sainte-Suzanne                |
| District de Laval           | Laval                 | Laval                         |
| District de Craon           | Craon                 | Craon                         |
| District de Château-Gontier | Château-Gontier       | Château-Gontier               |

### Meurthe
| Nom du district            | Chef-lieu du district | Siège du tribunal de district |
| -------------------------- | --------------------- | ----------------------------- |
| District de Nancy          | Nancy                 | Nancy                         |
| District de Lunéville      | Lunéville             | Lunéville                     |
| District de Blâmont        | Blâmont               | Blâmont                       |
| District de Sarrebourg     | Sarrebourg            | Sarrebourg                    |
| District de Dieuze         | Dieuze                | Dieuze                        |
| District de Château-Salins | Château-Salins        | Vic                           |
| District de Pont-à-Mousson | Pont-à-Mousson        | Pont-à-Mousson                |
| District de Toul           | Toul                  | Toul                          |
| District de Vézelise       | Vézelise              | Vézelise                      |

### Meuse
| Nom du district          | Chef-lieu du district | Siège du tribunal de district                                            |
| ------------------------ | --------------------- | ------------------------------------------------------------------------ |
| District de Bar-le-Duc   | Bar-le-Duc            | Bar-le-Duc                                                               |
| District de Vaucouleurs  | Vaucouleurs           | Gondrecourt (qui a l'option dans la huitaine du tribunal ou du district) |
| District de Commercy     | Commercy              | Commercy                                                                 |
| District de Saint-Mihiel | Saint-Mihiel          | Saint-Mihiel                                                             |
| District de Verdun       | Verdun                | Verdun                                                                   |
| District de Clermont     | Clermont              | Varennes                                                                 |
| District d'Étain         | Étain                 | Étain                                                                    |
| District de Stenay       | Stenay                | Montmedy                                                                 |

### Morbihan
| Nom du district              | Chef-lieu du district | Siège du tribunal de district |
| ---------------------------- | --------------------- | ----------------------------- |
| District de Vannes           | Vannes                | Vannes                        |
| District d'Auray             | Auray                 | Auray                         |
| District d'Hennebont         | Hennebont             | Lorient                       |
| District du Faouët           | Le Faouët             | Le Faouët                     |
| District de Pontivy          | Pontivy               | Pontivy                       |
| District de Josselin         | Josselin              | Josselin                      |
| District de Ploërmel         | Ploërmel              | Ploërmel                      |
| District de Rochefort        | Rochefort             | Rochefort                     |
| District de La Roche-Bernard | La Roche-Bernard      | La Roche-Bernard              |

### Moselle
| Nom du district           | Chef-lieu du district  | Siège du tribunal de district |
| ------------------------- | ---------------------- | ----------------------------- |
| District de Metz          | Metz                   | Metz                          |
| District de Longwy        | Longwy                 | Longuyon                      |
| District de Briey         | Brey                   | Brey                          |
| District de Thionville    | Thionville             | Thionville                    |
| District de Sarrelouis    | District de Sarrelouis | Bouzonville                   |
| District de Boulay        | Boulay                 | Boulay                        |
| District de Sarreguemines | Sarreguemines          | Sarreguemines                 |
| District de Bitche        | Bitche                 | Bitche                        |
| District de Morhange      | Morliange              | Faulqueniont                  |

### Nièvre
| Nom du district                     | Chef-lieu du district   | Siège du tribunal de district |
| ----------------------------------- | ----------------------- | ----------------------------- |
| District de Nevers                  | Nevers                  | Nevers                        |
| District de Saint-Pierre-le-Moutier | Saint-Pierre-le-Moutier | Saint-Pierre-le-Moutier       |
| District de Décize                  | Décize                  | Décize                        |
| District de Moulins-en-Gilbert      | Moulins-en-Gilbert      | Moulins-en-Gilbert            |
| District de Château-Chinon          | Château-Chinon          | Château-Chinon                |
| District de Corbigny                | Corbigny                | Lorme                         |
| District de Clamecy                 | Clamecy                 | Clamecy                       |
| District de Cosne                   | Cosne                   | Cosne                         |
| District de La Charité              | La Charité              | La Charité                    |

### Nord
| Nom du district          | Chef-lieu du district | Siège du tribunal de district |
| ------------------------ | --------------------- | ----------------------------- |
| District de Valenciennes | Valenciennes          | Valenciennes                  |
| District de Le Quesnoy   | Le Quesnoy            | Le Quesnoy                    |
| District d'Avesnes       | Avesnes               | Avesnes                       |
| District de Cambray      | Cambray               | Cambray                       |
| District de Lille        | Lille                 | Lille                         |
| District d'Hazebrouck    | Hazebrouck            | Bailleul                      |
| District de Bergues      | Bergues               | Dunkerque                     |
| District de Douay        | Douay                 | Douay                         |

### Oise
| Nom du district            | Chef-lieu du district | Siège du tribunal de district |
| -------------------------- | --------------------- | ----------------------------- |
| District de Beauvais       | Beauvais              | Beauvais                      |
| District de Chaumont       | Chaumont              | Chaumont                      |
| District de Grand-Villiers | Grand-Villiers        | Grand-Villiers                |
| District de Breteuil       | Breteuil              | Breteuil                      |
| District de Clermont       | Clermont              | Clermont                      |
| District de Senlis         | Senlis                | Senlis                        |
| District de Noyon          | Noyon                 | Noyon                         |
| District de Compiègne      | Compiègne             | Compiègne                     |
| District de Crépy          | Crépy                 | Crépy                         |

### Orne
| Nom du district      | Chef-lieu du district | Siège du tribunal de district |
| -------------------- | --------------------- | ----------------------------- |
| District d'Alençon   | Alençon               | Alençon                       |
| District de Domfront | Domfront              | Domfront                      |
| District d'Argentan  | Argentan              | Argentan                      |
| District de L'Aigle  | L'Aigle               | L'Aigle                       |
| District de Bellesme | Bellesme              | Bellesme                      |
| District de Mortagne | Mortagne              | Mortagne                      |

### Pas-de-Calais
| Nom du district        | Chef-lieu du district | Siège du tribunal de district |
| ---------------------- | --------------------- | ----------------------------- |
| District d'Arras       | Arras                 | Arras                         |
| District de Calais     | Calais                | Calais                        |
| District de Saint-Omer | Saint-Omer            | Saint-Omer                    |
| District de Béthune    | Béthune               | Béthune                       |
| District de Bapaume    | Bapaume               | Bapaume                       |
| District de Saint-Pol  | Saint-Pol             | Saint-Pol                     |
| District de Boulogne   | Boulogne              | Boulogne                      |
| District de Montreuil  | Montreuil             | Hesdin                        |

### Paris
| Nom du district            | Chef-lieu du district | Siège du tribunal de district |
| -------------------------- | --------------------- | ----------------------------- |
| District de Paris          | Paris                 | —                             |
| District de Saint-Denis    | Saint-Denis           | —                             |
| District de Bourg-la-Reine | Bourg-la-Reine        | —                             |

| N° du tribunal | Ressort du tribunal |
| -------------- | --- |
| 1              | Sections des Tuileries, des Champs-Elysées, du Roule, de la place Vendôme, du Palais-Royal, de la Bibliothèque, de la Grange-Batelière, et cantons de Nanterre et de Passy |
| 2              | Sections du faubourg Montmartre, de la rue Poissonnière, de la Fontaine-Montmorency, de la place Louis XIV, des Postes, de la Halle-aux-BIés, de l'Oratoire, du Louvre, du marché des innocents, de Mauconseil, de Bonne-Nouvelle, et cantons de Colombes, Clichy et Saint-Denis |
| 3              | Sections du faubourg Saint-Denis, de Bondi, du Temple, du Ponceau, des Gravilliers, des Lombards, de la rue Beaubourg, des Arcis, des Enfans-Rouges, et cantons de Pierrefitte, Pantin et Belleville                                                                             |
| 4              | Sections de la place Royale, du Roi de Sicile, de l'Hôtel-de-ville, de l'Arsenal, de Popincourt, de la rue de Montreuil, des Quinze-Vingts, de l'Île, et cantons de Montreuil, Vincennes et Charenton                                                                            |
| 5              | Sections de Notre-Dame, des Thermes de Julien, de Sainte-Geneviève, du Jardin-des-Plantes, de l'Observatoire, des Gobelins, et cantons de Villejuif et Choisy-le-Roi |
| 6              | Sections de Henri IV, des Invalides, de la Fontaine de Grenelle, des Quatre-Nations, du Théâtre-Français, de la Croix-Rouge, du Luxembourg, et des cantons de Bourg-la-Reine, Issy et Châtillon                                                                                  |

### Puy-de-Dôme
| Nom du district      | Chef-lieu du district | Siège du tribunal de district |
| -------------------- | --------------------- | ----------------------------- |
| District de Clermont | Clermont              | Clermont                      |
| District de Riom     | Riom                  | Riom                          |
| District d'Ambert    | Ambert                | Ambert                        |
| District de Thiers   | Thiers                | Thiers                        |
| District d'Issoire   | Issoire               | Issoire                       |
| District de Besse    | Besse                 | Besse                         |
| District de Billom   | Billom                | Billom                        |
| District de Montaigu | Montaigu              | Montaigu                      |

### Basses-Pyrénées
| Nom du district          | Chef-lieu du district | Siège du tribunal de district |
| ------------------------ | --------------------- | ----------------------------- |
| District de Pau          | Pau                   | Pau                           |
| District d'Orthez        | Orthez                | Orthez                        |
| District d'Oloron        | Oloron                | Oloron                        |
| District de Mauléon      | Mauléon               | Mauléon                       |
| District de Saint-Palais | Saint-Palais          | Saint-Palais                  |
| District d'Ustaritz      | Ustaritz              | Bayonne                       |

### Hautes-Pyrénées
| Nom du district                | Chef-lieu du district | Siège du tribunal de district |
| ------------------------------ | --------------------- | ----------------------------- |
| District de Tarbes             | Tarbes                | Tarbes                        |
| District de Vic                | Vic                   | Vic                           |
| District de Bagnères           | Bagnères              | Bagnères                      |
| District d'Argelès             | Argelès               | Lourdes                       |
| District de La Barthe-de-Neste | La Barthe-de-Neste    | Castelnau                     |

### Pyrénées-Orientales
| Nom du district       | Chef-lieu du district | Siège du tribunal de district |
| --------------------- | --------------------- | ----------------------------- |
| District de Perpignan | Perpignan             | Perpignan                     |
| District de Céret     | Céret                 | Ceret                         |
| District de Prades    | Prades                | Prades                        |

### Bas-Rhin
| Nom du district          | Chef-lieu du district | Siège du tribunal de district |
| ------------------------ | --------------------- | ----------------------------- |
| District de Strasbourg   | Strasbourg            | Strasbourg                    |
| District de Haguenau     | Haguenau              | Saverne                       |
| District de Weissembourg | Weissembourg          | Weissembourg                  |
| District de Benfeld      | Benfeld               | Sélestat                      |

### Haut-Rhin
| Nom du district     | Chef-lieu du district | Siège du tribunal de district |
| ------------------- | --------------------- | ----------------------------- |
| District de Colmar  | Colmar                | Colmar                        |
| District d'Altkirch | Altkirch              | Altkirch                      |
| District de Belfort | Belfort               | Belfort                       |

### Rhône-et-Loire
| Nom du district                 | Chef-lieu du district | Siège du tribunal de district |
| ------------------------------- | --------------------- | ----------------------------- |
| District de la ville de Lyon    | Lyon                  | Lyon                          |
| District de la campagne de Lyon | Lyon                  | Lyon                          |
| District de Saint-Étienne       | Saint-Étienne         | Saint-Étienne                 |
| District de Montbrison          | Montbrison            | Montbrisson                   |
| District de Roanne              | Roanne                | Roanne                        |
| District de Villefranche        | Villefranche          | Villefranche                  |

### Haute-Saône
| Nom du district        | Chef-lieu du district | Siège du tribunal de district |
| ---------------------- | --------------------- | ----------------------------- |
| District de Vesoul     | Vesoul                | Vesoul                        |
| District de Gray       | Gray                  | Gray                          |
| District de Lure       | Lure                  | Lure                          |
| District de Luxeuil    | Luxeuil               | Luxeuil                       |
| District de Jussey     | Jussey                | Jussey                        |
| District de Champlitte | Champlitte            | Champlitte                    |

### Saône-et-Loire
| Nom du district           | Chef-lieu du district | Siège du tribunal de district |
| ------------------------- | --------------------- | ----------------------------- |
| District de Mâcon         | Mâcon                 | Mâcon                         |
| District de Châlons       | Chalons               | Châlons                       |
| District de Louhans       | Louhans               | Louhans                       |
| District d'Autun          | Autun                 | Autun                         |
| District de Bourbon-Lancy | Bourbon-Lancy         | Bourbon-Lancy                 |
| District de Charolles     | Charolles             | Charolles                     |
| District de Marcigny      | Marcigny              | Sémur-en-Brionnois            |

### Sarthe
| Nom du district                | Chef-lieu du district | Siège du tribunal de district |
| ------------------------------ | --------------------- | ----------------------------- |
| District de Le Mans            | Le Mans               | Le Mans                       |
| District de Saint-Calais       | Saint-Calais          | Saint-Calais                  |
| District de Château-du-Loir    | Château-du-Loir       | Château-du-Loir               |
| District de La Flèche          | La Flèche             | La Flèche                     |
| District de Sablé              | Sablé                 | Sablé                         |
| District de Sillé-le-Guillaume | Sillé-le-Guillaume    | Sillé-le-Guillaume            |
| District de Fresnay-le-Vicomte | Fresnay-le-Vicomte    | Fresnay-le-Vicomte            |
| District de Mamers             | Mamers                | Mamers                        |
| District de La Ferté-Bernard   | La Ferté-Bernard      | La Ferté-Bernard              |

### Seine-et-Oise
| Nom du district           | Chef-lieu du district | Siège du tribunal de district |
| ------------------------- | --------------------- | ----------------------------- |
| District de Versailles    | Versailles            | Versailles                    |
| District de Saint-Germain | Saint-Germain         | Saint-Germain                 |
| District de Mantes        | Mantes                | Mantes                        |
| District de Pontoise      | Pontoise              | Pontoise                      |
| District de Dourdan       | Dourdan               | Rambouillet                   |
| District de Montfort      | Montfort              | Montfort                      |
| District d'Étampes        | Étampes               | Étampes                       |
| District de Corbeil       | Corbeil               | Corbeil                       |
| District de Gonesse       | Gonesse               | Montmorency                   |

### Seine-Inférieure
| Nom du district           | Chef-lieu du district | Siège du tribunal de district |
| ------------------------- | --------------------- | ----------------------------- |
| District de Rouen         | Rouen                 | Rouen                         |
| District de Caudebec      | Caudebec              | Caudebec                      |
| District de Montivilliers | Montivilliers         | Le Havre                      |
| District de Cany          | Cany                  | Cany                          |
| District de Dieppe        | Dieppe                | Dieppe                        |
| District de Neufchâtel    | Neufchâtel            | Neufchâtel                    |
| District de Gournay       | Gournay               | Gournay                       |

### Seine-et-Marne
| Nom du district     | Chef-lieu du district | Siège du tribunal de district |
| ------------------- | --------------------- | ----------------------------- |
| District de Melun   | Melun                 | Melun                         |
| District de Meaux   | Meaux                 | Meaux                         |
| District de Provins | Provins               | Provins                       |
| District de Nemours | Nemours               | Nemours                       |
| District de Rosoy   | Rosoy                 | Coulommiers                   |

### Deux-Sèvres
| Nom du district           | Chef-lieu du district | Siège du tribunal de district |
| ------------------------- | --------------------- | ----------------------------- |
| District de Niort         | Niort                 | Niort                         |
| District de Saint-Maixent | Saint-Maixent         | Saint-Maixent                 |
| District de Parthenay     | Parthenay             | Parthenay                     |
| District de Thouars       | Thouars               | Thouars                       |
| District de Melle         | Melle                 | Melle                         |
| District de Châtillon     | Châtillon             | Bressuire                     |

### Somme
| Nom du district        | Chef-lieu du district | Siège du tribunal de district |
| ---------------------- | --------------------- | ----------------------------- |
| District d'Amiens      | Amiens                | Amiens                        |
| District d'Abbeville   | Abbeville             | Abbeville                     |
| District de Péronne    | Péronne               | Péronne                       |
| District de Dourdens   | Dourlens              | Dourlens                      |
| District de Montdidier | Montdidier            | Montdidier                    |

### Tarn
| Nom du district      | Chef-lieu du district | Siège du tribunal de district |
| -------------------- | --------------------- | ----------------------------- |
| District de Castres  | Castres               | Castres                       |
| District de Lavaur   | Lavaur                | Lavaur                        |
| District d'Alby      | Alby                  | Alby                          |
| District de Gaillac  | Gaillac               | Gaillac                       |
| District de La Caune | La Caune              | La Caune                      |

### Var
| Nom du district           | Chef-lieu du district | Siège du tribunal de district |
| ------------------------- | --------------------- | ----------------------------- |
| District de Toulon        | Toulon                | Toulon                        |
| District de Grasse        | Grasse                | Grasse                        |
| District d'Hyères         | Hyères                | Hyères                        |
| District de Draguignan    | Draguignan            | Draguignan                    |
| District de Saint-Maximin | Saint-Maximin         | Saint-Maximin                 |
| District de Brignoles     | Brignolles            | Brignolles                    |
| District de Fréjus        | Fréjus                | Fréjus                        |
| District de Saint-Paul    | Saint-Paul-lès-Vence  | Saint-Paul-lès-Vence          |
| District de Barjols       | Barjols               | Barjols                       |

### Vendée
| Nom du district               | Chef-lieu du district | Siège du tribunal de district |
| ----------------------------- | --------------------- | ----------------------------- |
| District de Fontenay-le-Comte | Fontenay-le-Comte     | Fontenay-le-Comte             |
| District de La Châteigneraye  | La Châteigneraye      | La Châteigneraye              |
| District de Montaigu          | Montaigu              | Montaigu                      |
| District de Challans          | Challans              | Challans                      |
| District des Sables-d'Olonne  | Les Sables-d'Olonne   | Les Sables-d'Olonne           |
| District de La Roche-sur-Yon  | La Roche-sur-Yon      | La Roche-sur-Yon              |

### Vienne
| Nom du district           | Chef-lieu du district | Siège du tribunal de district |
| ------------------------- | --------------------- | ----------------------------- |
| District de Poitiers      | Poitiers              | Poitiers                      |
| District de Châtellerault | Châtellerault         | Châtellerault                 |
| District de Loudun        | Loudun                | Loudun                        |
| District de Montmorillon  | Montmorillon          | Montmorillon                  |
| District de Lusignan      | Lusignan              | Lusignan                      |
| District de Civray        | Civray                | Civray                        |

### Haute-Vienne
| Nom du district           | Chef-lieu du district  | Siège du tribunal de district |
| ------------------------- | ---------------------- | ----------------------------- |
| District de Limoges       | Limoges                | Limoges                       |
| District de Le Dorat      | Le Dorat               | Le Dorat                      |
| District de Bellac        | Bellac                 | Bellac                        |
| District de Saint-Junien  | Saint-Junien           | Rochechouart                  |
| District de Saint-Yrieix  | Saint-Yrieix-la-Perche | Saint-Yrieix                  |
| District de Saint-Léonard | Saint-Léonard          | Saint-Léonard                 |

### Vosges
| Nom du district           | Chef-lieu du district | Siège du tribunal de district |
| ------------------------- | --------------------- | ----------------------------- |
| District d'Épinal         | Épinal                | Épinal                        |
| District de Mirecourt     | Mirecourt             | Mirecourt                     |
| District de Saint-Dié     | Saint-Dié             | Saint-Dié                     |
| District de Rambervillers | Rambervillers         | Rambervillers                 |
| District de Remiremont    | Remiremont            | Remiremont                    |
| District de Bruyères      | Bruyères              | Bruyères                      |
| District de Darney        | Darney                | Darney                        |
| District de Neufchâteau   | Neufchâteau           | Neufchâteau                   |
| District de La Marche     | La Marche             | La Marche                     |

### Yonne
| Nom du district             | Chef-lieu du district | Siège du tribunal de district |
| --------------------------- | --------------------- | ----------------------------- |
| District d'Auxerre          | Auxerre               | Auxerre                       |
| District de Sens            | Sens                  | Sens                          |
| District de Joigny          | Joigny                | Joigny                        |
| District de Saint-Fargeau   | Saint-Fargeau         | Saint-Fargeau                 |
| District d'Avallon          | Avallon               | Avallon                       |
| District de Tonnerre        | Tonnerre              | Tonnerre                      |
| District de Saint-Florentin | Saint-Florentin       | Saint-Florentin               |